# Montejo de Cebas
Montejo de Cebas es una localidad situada en la provincia de Burgos, comunidad autónoma de Castilla y León (España), comarca de Las Merindades, partido judicial de Villarcayo, ayuntamiento de Valle de Tobalina.

## Geografía
En el valle del Ebro, 550 m de altitud, entre la Sierra de Arcena al norte y la Sierra de Pancorbo al sur; a 39 km de Villarcayo, cabeza de partido, y a 79 de Burgos. Comunicaciones: autobuses Burgos-Frías y Briviesca-Barcina del Barco.

## Situación administrativa
En las elecciones locales de 2023 fue elegido D. Ruben Molinuevo Quintana (Vivir en Tobalina, independientes)

## Demografía
En el censo de 1950 contaba con 102 habitantes, reducidos a 39 en 2004. En 2023 tenía 48 habitantes. En vacaciones la población se dobla ya que el 80% de las casas están habitadas por personas que viven en Bilbao y que solo van allí en vacaciones o fines de semana.

## Historia

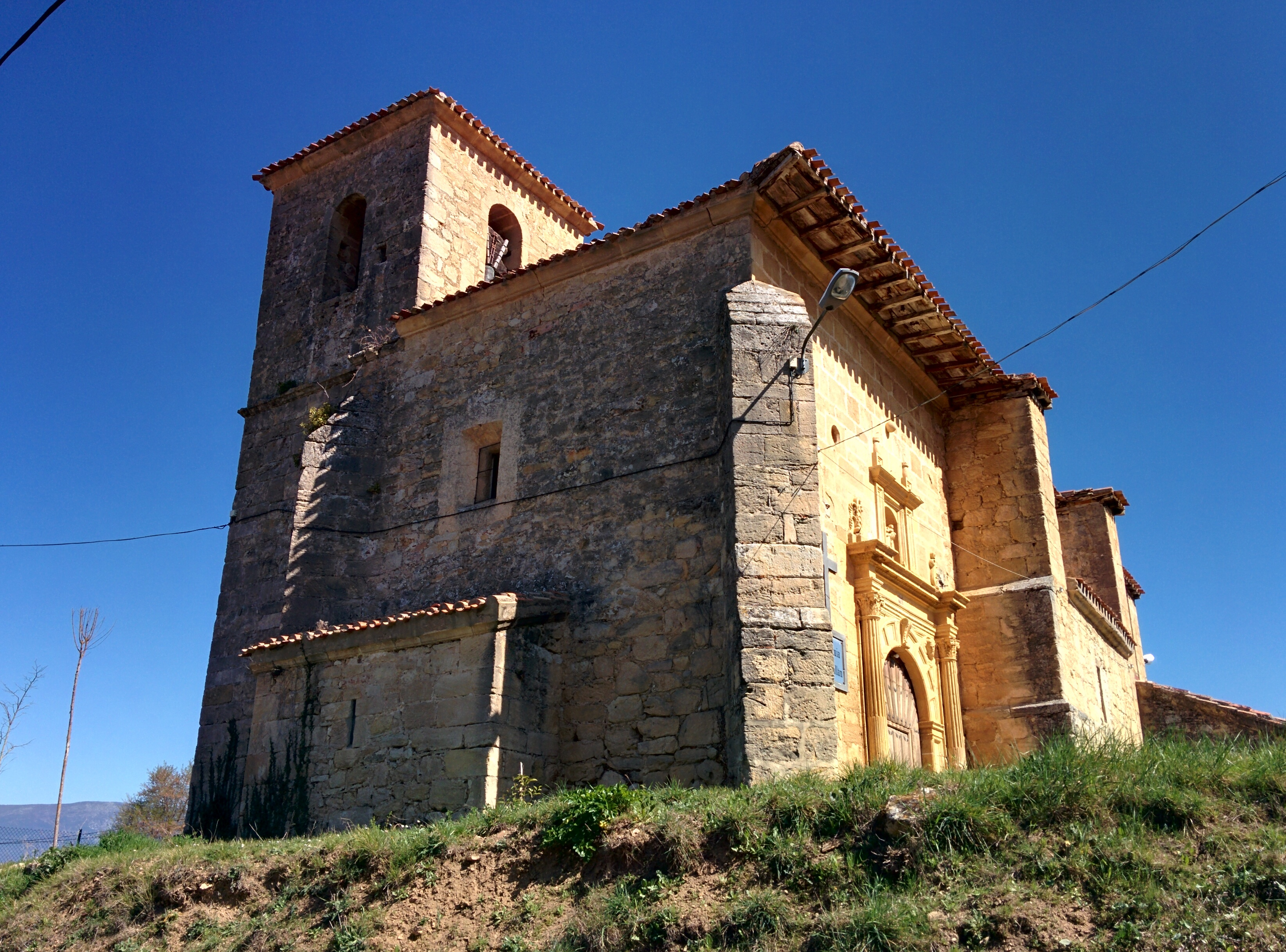
Iglesia de San Millán

Villa, en el Valle de Tobalina, en el partido de Castilla la Vieja en Burgos, jurisdicción de señorío, ejercida por el Duque de Frías quien nombraba su alcalde ordinario. 
A la caída del Antiguo Régimen queda agregado al ayuntamiento constitucional de Valle de Tobalina, en el Partido de Villarcayo perteneciente a la región de Castilla la Vieja.
En las afueras del pueblo, existe una de las conocidas necrópolis altomedievales con 5 tumbas del tipo antropomorfo y de bañera del siglo IX denominada porpularmente como "Cueva Los Moros"

## Fiestas y costumbres
Son fiestas locales el día 12 de noviembre, festividad de San Millán, y el 3 de septiembre día de San Columbano.

## Balneario

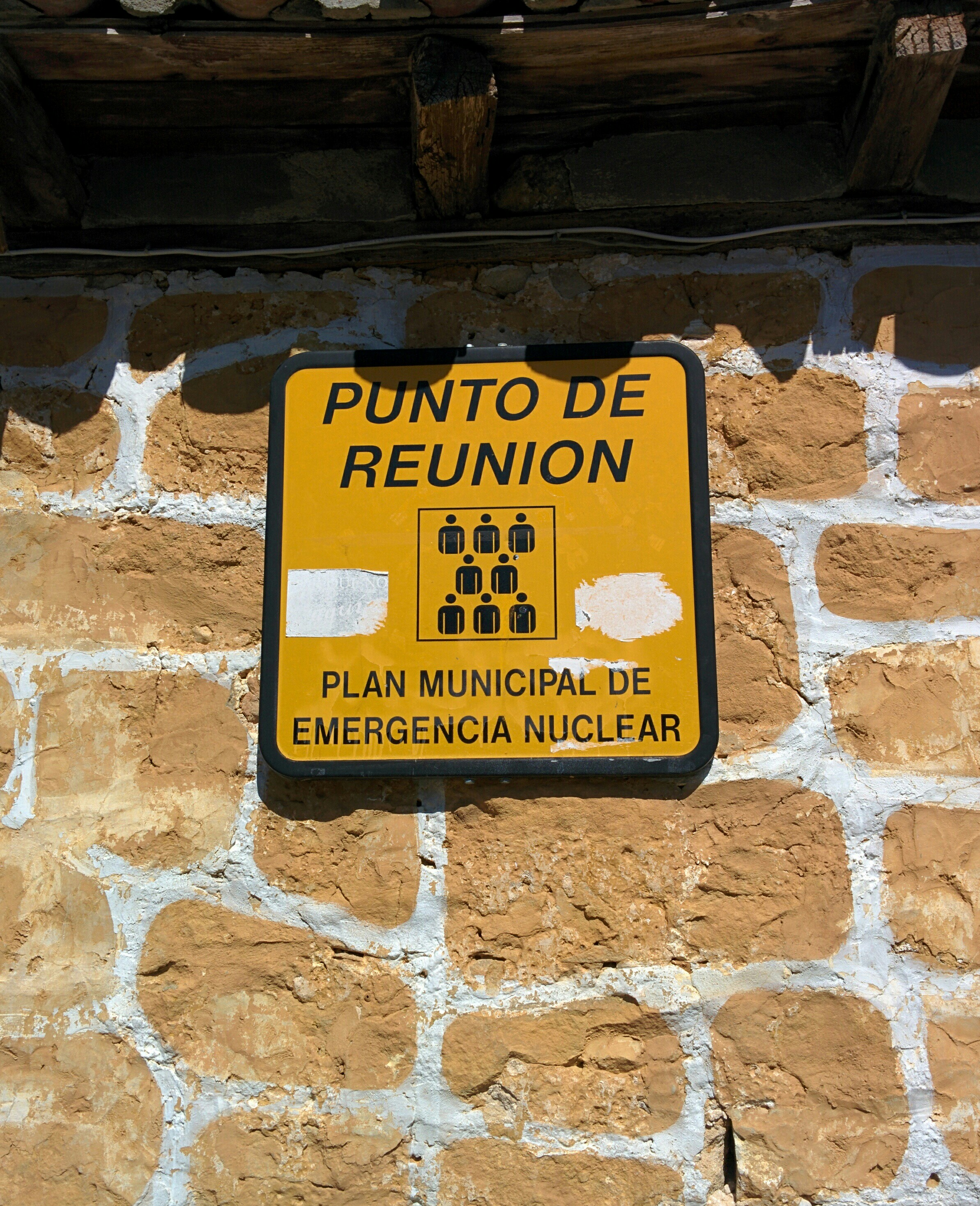
Señal del punto de reunión de emergencia nuclear

Tuvo un balneario, llamado el balneario de Errasti, que estuvo en funcionamiento hasta mediados del siglo XX, actualmente en reconstrucción.

## Parroquia
Iglesia católica de San Millán Abad, dependiente de la parroquia de la ciudad de Frías en el Arciprestazgo de Medina de Pomar, diócesis de Burgos.